# Марио Геце
Марио Геце (Меминген, 3. јун 1992) професионални је немачки фудбалер који тренутно наступа у Бундеслиги за Ајнтрахт Франкфурт на позицији офанзивног везног.

## Клупска каријера

### Борусија Дортмунд
Геце је прошао омладинску школу Борусије из Дортмунда, а у клуб је дошао као осмогодишњак. Свој деби у Бундеслиги имао је 21. новембра 2009, у ремију 0:0 са Мајнцом, ушавши као замена у 88. минуту за Јакуба Блашчиковског. Током зимске паузе у сезони 2009/10, тренер Борусије Јирген Клоп га је уврстио у први тим. Геце је искористио своју шансу и био важан играч тима који је освојио Бундеслигу у сезони 2010/11.
У јануару 2012. је доживео повреду препона због које је одсуствовао два месеца са терена. Дана 27. марта 2012. Геце је продужио уговор са Борусијом до 2016. године. Његов уговор је имао клаузулу по којој може да оде ако неки тим понуди 37. милиона евра. У априлу 2012. Геце је на мечу са Шалкеом први пут био у саставу тима од повреде препона, али није улазио у игру. Свој повратак на терен је имао на мечу са Борусијом из Менхенгладбаха. 
Првог дана сезоне 2012/13, Геце је ушао као замена и дао гол за победу од 2:1 над Вердером. Дана 19. децембра 2012. постигао је хет-трик, у победи свог тима од 5:1 над Хановером у трећој рунди немачког купа.
Геце је пружао добре партије у Лиги шампиона 2012/13. али се повредио у другом мечу полуфинала против Реал Мадрида, па је морао да пропусти финале. Његов тим је поражен у финалу од Бајерна са 2:1. Геце је у својој последњој сезони у клубу постигао 16. голова и имао 13. асистенција у свим такмичењима.

### Бајерн Минхен
Дана 23. априла 2013. објављено је да ће се Геце придружити Бајерну из Минхена 1. јула 2013, након што је овај тим платио клаузулу од 37. милиона евра. Тај трансфер је у том моменту направио Гецеа најскупљим немачким играчем свих времена. Месут Езил је тај рекорд оборио након што је у септембру 2013. отишао у Арсенал за 50 милиона евра. Тренер Дортумнда Клоп је рекао да је Геце отишао у Бајерн због тренера Гвардиоле који је преузео тим тог лета. Клоп је признао да је био бесан након што је трансфер Гецеа објављен само 36 сати пре полуфиналне утакмице Лиге шампиона са Реалом. Клоп је касније рекао да није било никакве шансе да задржи Гецеа јер је он био велика жеља Гвардиоле.
Дана 11. августа 2013. Геце је дебитовао за Бајерн ушавши као замена за Мичела Вајзера, на пријатељском мечу са мађарским шампионом Ђером. Постигао је два гола на том мечу у победи свог тима од 4:1. Свој деби у Бундеслиги је имао 24. августа 2013. на мечу са Нирнбергом, који је Бајерн добио са 2:0. Дана 19. октобра 2013. Геце је ушао као замена и наместио две асистенције за победу свог тима од 4:1 над Мајнцом.
Дана 23. октобра 2013, Геце је постигао свој први гол у Лиги Шампиона за Бајерн, у победи од 5:0 над Плзењом на Алијанц арени. Такође је асистирао Швајнштајгеру за један гол. Дана 26. октобра 2013, Геце је ушао као замена за Тонија Кроса у 25. минуту и постигао свој први гол у Бундеслиги у дресу Бајерна у победи од 3:2 над Хертом.

## Репрезентативна каријера
Након што је прошао све млађе селекције, Геце је свој деби у сениорској репрезентацији имао 17. новембра 2010. против Шведске. Ушао је као замена свом некадашњем саиграчу Кевину Гроскројцу у 78. минуту и постао најмлађи немачки репрезентативац после Увеа Зелера.
Свој први гол за репрезентацију је постигао 10. августа 2011. против Бразила. Тада је имао 19 година и 68 дана чиме је у дан изједначио рекорд Клауса Штирмера из 1954, као најмлађи стрелац у историји Немачке. Дана 13. јула 2014, у финалу Светског првенства 2014. постигао је победоносни гол у 113. минуту против Аргентине и донео Немачкој четврту титулу првака света.

### Голови за репрезентацију
| #   | Датум              | Место                  | Противник        | Гол | Резултат | Такмичење                                 |
| --- | ------------------ | ---------------------- | ---------------- | --- | -------- | ----------------------------------------- |
| 1.  | 10. август 2011.   | Штутгарт, Немачка      | Бразил           | 2-0 | 3-2      | Пријатељска                               |
| 2.  | 2. септембар 2011. | Гелзенкирхен, Немачка  | Аустрија         | 6-2 | 6-2      | Квалификације за Европско првенство 2012. |
| 3.  | 7. септембар 2012. | Хановер, Немачка       | Фарска Острва    | 1-0 | 3-0      | Квалификације за Светско првенство 2014.  |
| 4.  | 22. март 2013.     | Астана, Казахстан      | Казахстан        | 2-0 | 3-0      | Квалификације за Светско првенство 2014.  |
| 5.  | 26. март 2013.     | Нирнберг, Немачка      | Казахстан        | 2-0 | 4-1      | Квалификације за Светско првенство 2014.  |
| 6.  | 15. октобар 2013.  | Солна, Шведска         | Шведска          | 2-2 | 5-3      | Квалификације за Светско првенство 2014.  |
| 7.  | 5. март 2014.      | Штутгарт, Немачка      | Чиле             | 1-0 | 1-0      | Пријатељска                               |
| 8.  | 6. јун 2014.       | Мајнц, Немачка         | Јерменија        | 5-1 | 6-1      | Пријатељска                               |
| 9.  | 6. јун 2014.       | Мајнц, Немачка         | Јерменија        | 6-1 | 6-1      | Пријатељска                               |
| 10. | 21. јул 2014.      | Форталеза, Бразил      | Гана             | 1-0 | 2-2      | Светско првенство 2014.                   |
| 11. | 13. јул 2014.      | Рио де Жанеиро, Бразил | Аргентина        | 1-0 | 1-0      | Светско првенство 2014.                   |
| 12. | 3. септембар 2014. | Диселдорф, Немачка     | Аргентина        | 2-4 | 2-4      | Пријатељска                               |
| 13. | 14. новембар 2014. | Нирнберг, Немачка      | Гибралтар        | 3-0 | 4-0      | Квалификације за Европско првенство 2016. |
| 14. | 10. јун 2015.      | Келн, Немачка          | Сједињене Државе | 1-0 | 1-2      | Пријатељска                               |
| 15. | 4. септембар 2015. | Франкфурт, Немачка     | Пољска           | 2-0 | 3-1      | Квалификације за Европско првенство 2016. |
| 16. | 4. септембар 2015. | Франкфурт, Немачка     | Пољска           | 3-1 | 3-1      | Квалификације за Европско првенство 2016. |
| 17. | 29. март 2016.     | Минхен, Немачка        | Италија          | 2-0 | 4-1      | Пријатељска                               |

## Трофеји
Борусија Дортмунд
- Првенство Немачке (2) : 2010/11, 2011/12.
- Куп Немачке (2) : 2011/12, 2016/17.
- Суперкуп Немачке (1) : 2019.
- Телеком куп Немачке (1) : 2011.
- Лига шампиона : финале 2012/13.

Бајерн Минхен
- Првенство Немачке (3) : 2013/14, 2014/15, 2015/16.
- Куп Немачке (2) : 2013/14, 2015/16.
- Телеком куп Немачке (2) : 2013, 2014.
- УЕФА суперкуп (1) : 2013.
- Светско клупско првенство (1) : 2013.

ПСВ Ајндховен
- Суперкуп Холандије (1) : 2021.

Немачка
- Светско првенство (1) : 2014.
- Светско првенство до 17. година (1) : 2009.